# Gerhard Seibold (Kanute)
Gerhard Seibold (* 13. Mai 1943 in Klosterneuburg) ist ein ehemaliger österreichischer Kanute und Gymnasialprofessor. Er gewann 1968 gemeinsam mit Günther Pfaff im Zweierkajak bei den Olympischen Spielen in Mexiko-Stadt eine Bronzemedaille und wurde 1970 in Kopenhagen Weltmeister.

## Werdegang
Bei den Kanu-Weltmeisterschaften 1966 in Ost-Berlin gewann Österreich im Viererkajak über 1000 Meter hinter dem rumänischen Boot die Silbermedaille mit Günther Pfaff, Kurt Lindlgruber, Helmut Hediger und Gerhard Seibold. Zwei Jahre später, bei den Olympischen Spielen 1968 belegte der Vierer in der gleichen Besetzung den siebten Platz. Seibold und Pfaff gewannen aber Bronze im Zweierkajak über 1000 Meter hinter den Booten aus der Sowjetunion und aus Ungarn.
Bei den Weltmeisterschaften 1970 in Kopenhagen siegten Günther Pfaff und Gerhard Seibold auf der 1000-Meter-Strecke und belegten über 500 Meter den dritten Platz. Durch die Umstellung vom Vierjahresrhythmus auf den Jahresrhythmus fanden 1971 erneut Weltmeisterschaften statt; Pfaff und Seibold erkämpften sich in Belgrad Silber über 1000 Meter. Bei den Olympischen Spielen 1972 trat Seibold nur im Viererkajak an, schied aber bereits im Vorlauf aus.
Nach seinem Lehramtsstudium unterrichtete Gerhard Seibold am Gymnasium Zell am See von 1973 bis 1999 die Fächer Bewegung und Sport (früher Leibesübungen) und Geographie und Wirtschaftskunde. Im Verlauf seiner Lehrertätigkeit erhielt er den Titel Oberstudienrat.
1996 erhielt er das Goldene Verdienstzeichen der Republik Österreich.